# Antonino Bernardini
Pour les articles homonymes, voir Bernardini.
Antonino Bernardini est un joueur de football italien, né le 21 juin 1974 à Rome. Son poste de prédilection est milieu.

## Clubs successifs
| Saison  | Club             | Pays   |
| ------- | ---------------- | ------ |
| 1994-95 | Torino FC        | Italie |
| 1995-96 | Torino FC        | Italie |
| 1996-97 | AS Rome          | Italie |
| 1997-98 | Perugia          | Italie |
| 1998-99 | Perugia          | Italie |
| 1999-00 | Vicence          | Italie |
| 2000-01 | Vicence          | Italie |
| 2001-02 | Vicence          | Italie |
| 2002-03 | Vicence          | Italie |
| 2003-04 | Atalanta Bergame | Italie |
| 2004-05 | Atalanta Bergame | Italie |
| 2005-06 | Atalanta Bergame | Italie |
| 2006-07 | Atalanta Bergame | Italie |
| 2007-08 | Atalanta Bergame | Italie |
| 2008-09 | Vicence          | Italie |
| 2009-10 | Vicence          | Italie |
| 2010    | Albinoleffe      | Italie |

## Palmarès
- 2006 - Champion de Serie B
- 2000 - Champion de Serie B